# Pampa deprimida
La Pampa deprimida es un área región pampeana y dentro de ésta está la Pampa Húmeda típica de la Argentina. La Pampa Deprimida es casi totalmente la Provincia de Buenos Aires y dentro de tal provincia se ubica la cuenca del río Salado. Es la zona de máximo  del basamento cristalino, y el terreno no tiene pendiente, por lo que en épocas de muchas lluvias, o por crecientes de los ríos de la Pampa Alta o Seca (Sur de la Provincia de San Luis y oeste de las provincias de Córdoba y La Pampa), especialmente el río Quinto, hacen que la cuenca del Salado desborde, y que vastas zonas productivas agrícola-ganaderas  se vean perjudicadas por graves inundaciones, o por formaciones de lagunas y bañados.
Gran parte (la occidental cercana a los ríos de la Cuenca del Plata) de la Pampa Deprimida  se translapa (o solapa, o superpone) con la zona occidental de la Pampa Húmeda. Sin embargo al ser proclive a tener importantes inundaciones o "avenidas", aún no han realizado un serio y efectivo plan preventivo de los hemiciclos húmedos que periódicamente -en lapsos de años- como el que propusiera a fines de siglo XIX el naturalista Florentino Ameghino, la Pampa Deprimida suele ser pobre en cultivos y en cambio ser dedicada a la ganadería intensiva (a fines de siglo XIX de ovinos y luego, hasta el presente 2014) de vacunos especialmente con pastoreo de cría de "veranada", es decir durante la estación más seca.
- Datos: Q20021993